# Fatima Jamal
Fatima Jamal (Atlanta, Geórgia, 1990) é uma cineasta, modelo, escritora e artista interdisciplinar americana. Mulher negra transgênero conhecida pelo apelido “Fat Femme”, Jamal também é ativista e fala e faz arte sobre questões sociais, incluindo racismo, positividade corporal e direitos LGBTQ.

## Biografia
Jamal nasceu em Atlanta, Geórgia, e frequentou o Morehouse College. Concluiu um programa de pós-graduação na The New School, onde estudou cinema documental. Jamal passou por uma transição de gênero após concluir a pós-graduação. Ela credita sua mudança de Atlanta para Nova Iorque como a oportunidade que lhe permitiu prosperar.

## Carreira
Sobre sua arte, Jamal disse: “Minha arte realmente se concentra na experiência negra, queer e feminina, porque essas são todas as coisas que me interessam. Nunca me cansarei de retratar pessoas negras, queer e trans e de explorar nossas histórias.”

### Atuando e trabalhando como modelo
Jamal já desfilou na Semana da Moda de Nova Iorque, é uma figura constante na cena ballroom, uma subcultura LGBTQ+ underground de jovens afro-americanos e latinos originários da cidade de Nova Iorque e apareceu no programa de TV Pose. Foi a primeira modelo trans negra a desfilar para uma grande marca de moda masculina, para a linha unissex de Stefano Pilati no outono de 2020.
Jamal estrelou o filme Atlantic is a Sea Bones (2017), de Tourmaline, cujo título é inspirado no poema homônimo de Lucille Clifton. O filme trata da história queer negra na cidade de Nova Iorque.

### Trabalho como diretora
Trabalho como diretora Em 2020, Jamal iniciou uma campanha de financiamento coletivo no site Indiegogo para apoiar um documentário, No Fats, No Femmes, que Jamal está escrevendo e dirigindo. Conforme sua campanha de arrecadação de fundos, o filme “examina e questiona como os olhares dos outros — particularmente os olhares dominantes dos brancos — influenciam como nos vemos e vemos uns aos outros. Nele, eu me concentro e sou fascinada pelo meu próprio corpo negro e gordo como um local de crítica; e um convite para dentro, em direção ao eu — muitas vezes, um eu desfeito, vulnerável e aterrorizante”. Em setembro de 2020, a campanha havia arrecadado mais de 55 mil dólares. O projeto foi destaque na revista mensal Artforum em julho de 2020.

## Legado
Jamal é citada como fonte de inspiração por outros artistas contemporâneos. A série de pinturas “Queer Icons” (iniciada em 2011) de Gabriel Garcia Román, que homenageia ativistas e artistas queer, inclui um retrato de Jamal.